# Diasystème roman de l'Est
Le diasystème roman de l'Est désigne les langues romanes orientales issues du proto-roumain, lui-même provenant de la romanisation des Daces et des Thraces. Le diasystème roman de l'Est comprend au Nord le daco-roumain (parlé en Roumanie et en république de Moldavie, à l'Ouest l'istro-roumain (ou « istrien », parlé en Istrie croate), au Sud l'aroumain et le mégléno-roumain (parlés dans les Balkans et aussi appelés « macédo-roumain », « méglénite » ou « zinzare »). Les linguistes y incluent aussi le lexique latin présent en albanais et en grec, mais non le dalmate qui provient de la romanisation de l'illyrien, ni les langues italo-romanes parlées dans la péninsule italienne au sud de la ligne La Spezia-Rimini.
Certains linguistes roumains (notamment des XIXe et XXe siècles) appellent « roumain » l'ensemble du diasystème roman de l'Est et considèrent le daco-roumain, l'istro-roumain, l'aroumain et le mégléno-roumain comme des dialectes d'une langue unique, mais d'autres les considèrent comme des langues autonomes. Radu Flora est d'un avis différent, affirmant qu’aroumain et mégléno-roumain sont les deux groupes de dialectes d'une même langue romane orientale du Sud, tandis qu'istro-roumain et daco-roumain sont les deux groupes de dialectes d'une même langue romane orientale du Nord.
Tous cependant s'accordent sur le fait que le diasystème roman de l'Est résulte de la différenciation, entre les Xe et XIIIe siècles, d'une langue commune initiale appelée « roumain commun » ou « proto-roumain », issue de la romanisation des Thraces qui a produit le « roman oriental » parlé par les romanophones des Balkans, dont la présence au VIe siècle est mentionnée par les chroniqueurs Théophane le Confesseur et Théophylacte Simocatta.

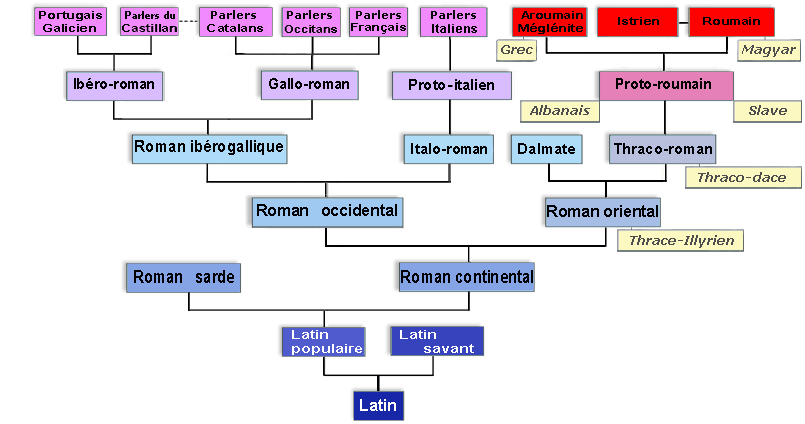
Place du diasystème roman de l'Est (en haut à droite en rouge) parmi les langues romanes, et les influences subies.

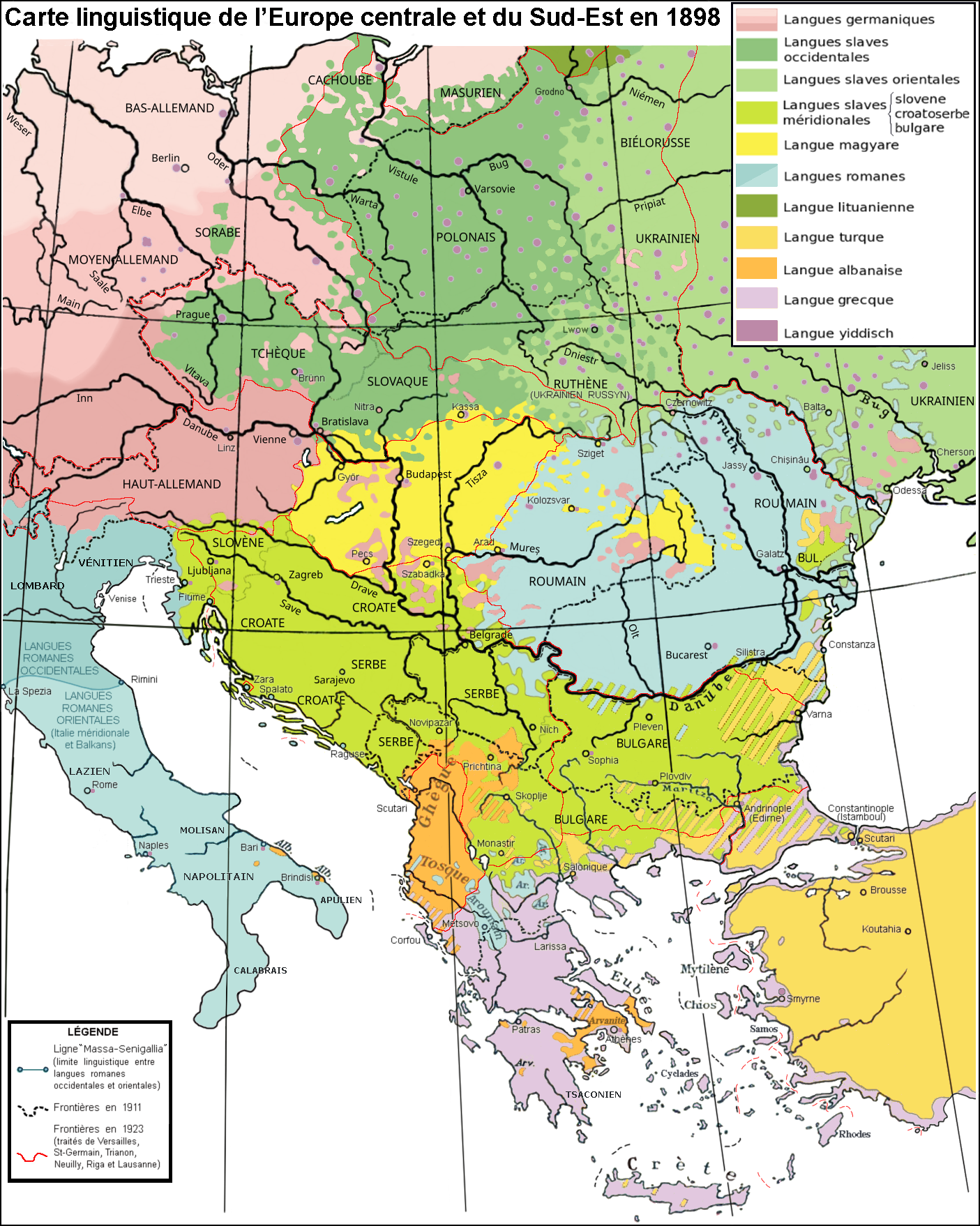
Carte linguistique de l'Europe centrale et du Sud-Est : les langues romanes orientales en bleu clair.

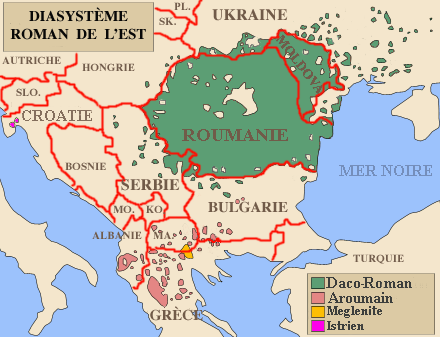
Diasystème roman de l'Est.

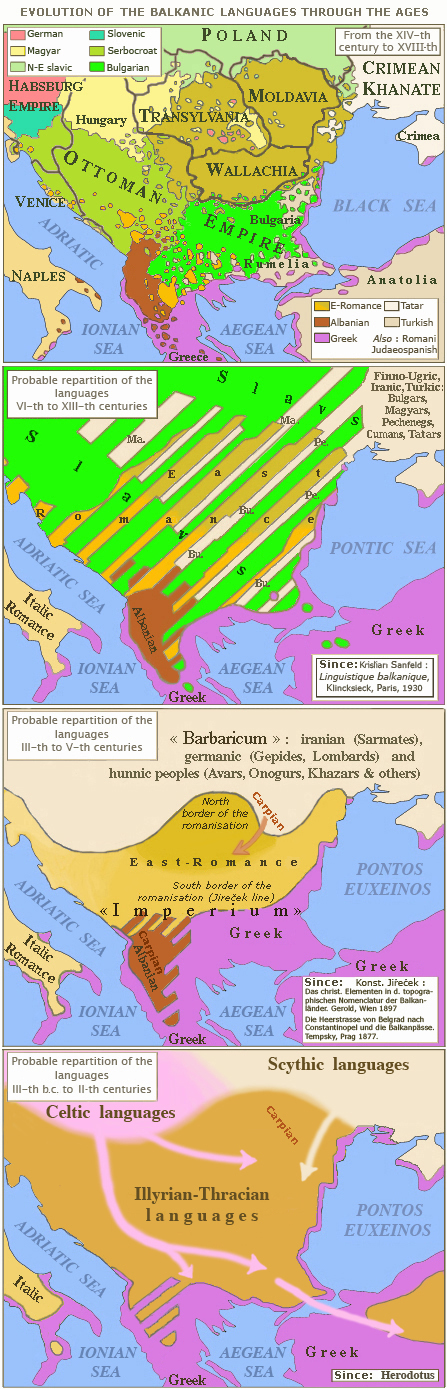
Évolution du diasystème roman de l'Est parmi les autres langues d'Europe du Sud-Est, avec les trois phases de la formation, de la cohabitation et de la séparation.

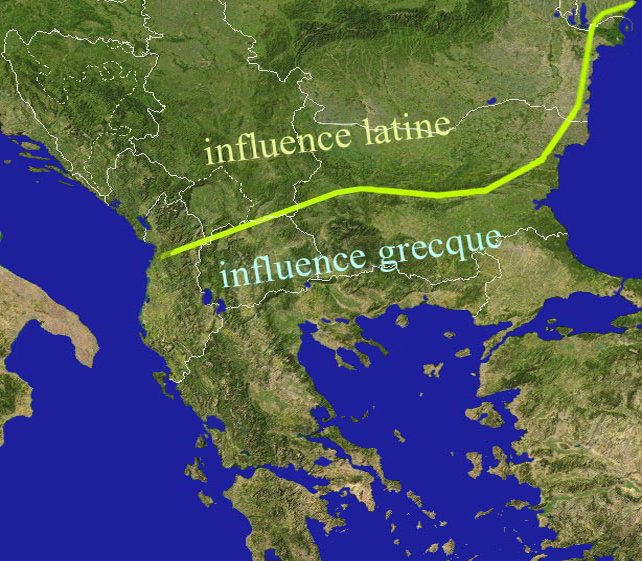
« Ligne Jireček ».

Diocèses romains de Dacie et de Thrace au VIe siècle.

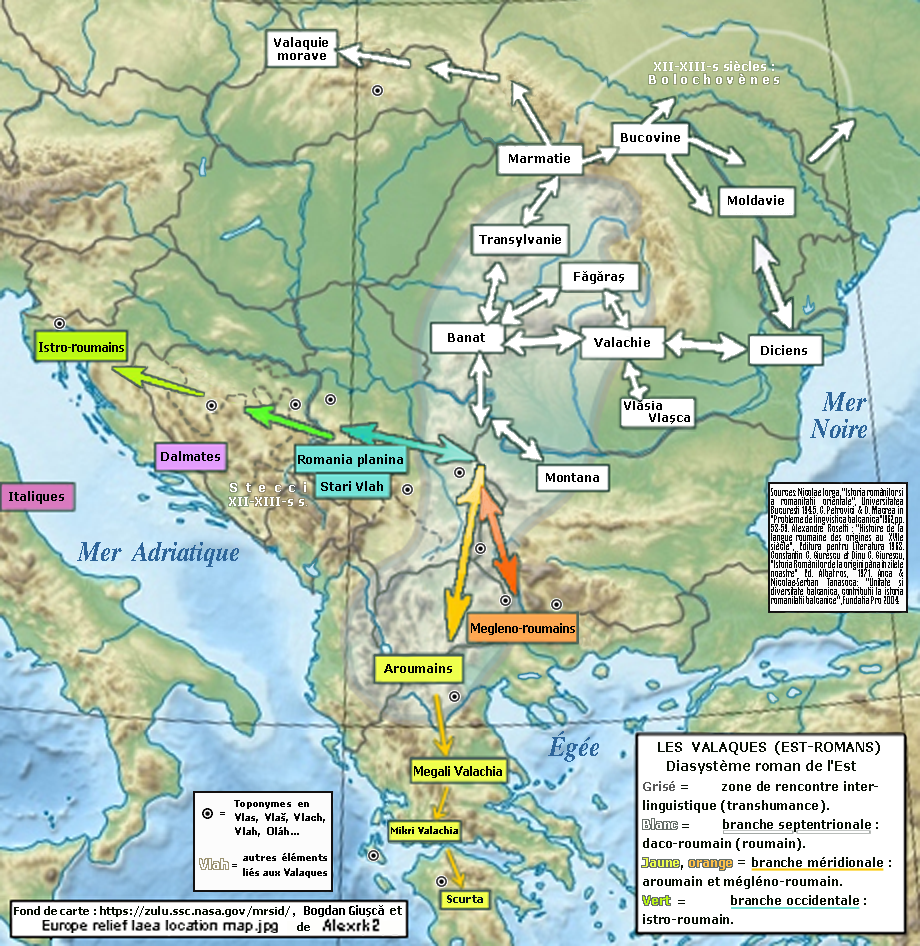
Dispersion linguistique des Valaques dans les Balkans et les Carpates.

Le daco-roumain présente à son tour deux groupes régionaux, du Nord (banatéen, transylvain, marmatien et moldave) et du Sud (olténien, munténien et dicien de Dobrogée),,,,,.
Les locuteurs du diasystème roman de l'Est se désignent par diverses variantes de l'endonyme român, mais les étrangers les désignaient traditionnellement par la dénomination de « Valaques » et leurs territoires ou pays sont appelés des « valachies » (nom commun).

## Origines
Les origines des locuteurs du diasystème roman de l'Est sont discutées, parfois pour des raisons scientifiques, plus souvent pour des raisons politiques, car les États actuels sur les territoires desquels ces langues ont évolué, tentent de s'en approprier le passé en y projetant les nations modernes (comme si elles s'étaient constituées dès l'Antiquité tardive ou le haut Moyen Âge) et leur historiographie minimise ou occulte les apports qu'elle perçoit comme exogènes (et qui pourraient légitimer des revendications territoriales de leurs voisins : voir les notes et la bibliographie des articles Thraco-Romains, Proto-roumain, Origine des roumanophones, Histoire de la Valachie, Romanies populaires et Valaques).
Les sources secondaires modernes ne mentionnent généralement pas l'existence du diasystème roman de l'Est entre la fin de l'Empire romain et l'émergence des principautés médiévales de Moldavie et Valachie (soit pendant plus d'un millénaire). Cette apparente « disparition de mille ans » s'explique par l'influence des nationalismes des XIXe siècle, XXe siècle et XXIe siècle, qui réfutent avec véhémence la présence des locuteurs du proto-roumain tantôt au nord, tantôt au sud du Danube, selon le principe « absence de preuves irréfutables = preuve indubitable d'absence », cristallisant ainsi deux thèses historiques irréconciliables :
- la thèse austro-hongroise et germanique, surnommée Awarenwüste (« Désert des Avars »)[15], postule que les locuteurs du diasystème roman de l'Est sont apparus exclusivement au sud du Danube et ne sont venus au nord que tardivement après les Magyars, le « droit valaque » n'étant rien d'autre qu'une exemption de taxes accordée par les rois hongrois à leurs nobles pour défricher des terres royales avec des ouvriers agricoles valaques serfs, importés des Balkans[16] ; les thèses russes et soviétiques rejoignent ce point de vue afin d'affirmer que la présence des romanophones dans l'actuelle Moldavie est bien postérieure à l'arrivée des Slaves dont, notamment, les Oulitches et les Tivertses[17] ;
- la thèse bulgaro-yougoslave postule que les locuteurs du diasystème roman de l'Est sont apparus exclusivement au nord du Danube et ne sont venus au sud que tardivement après les Slaves et en très petit nombre[18].

Les partisans de ces deux thèses utilisent, pour se contredire les uns les autres, la méthode hypercritique qui finit par tous les discréditer.
Les historiens qui refusent d'entrer dans ces polémiques se basent sur la linguistique, la toponymie et l'archéologie pour en déduire que les locuteurs du diasystème roman de l'Est, principalement pasteurs transhumants durant les périodes anciennes, n'ont certes pas fondé de grands et puissants royaumes, mais n'ont pas pour autant été le seul peuple de la région à ne pas pouvoir franchir le Danube, les Balkans et les Carpates, et se sont mélangés aux autres peuples dans tout le bassin du bas-Danube et au-delà, de la Hongrie orientale à la Podolie et de l'Adriatique à la Grèce. Leurs études ne valident ni la thèse du « millénaire d'absence suivi d'une inexplicable réapparition », ni celle du roumain qui descendrait en « droite ligne » du dace romanisé, thèses qui ont incité des historiens roumains comme Gheorghe I. Brătianu à qualifier les Roumains d'« énigme et miracle historique », et que Neagu Djuvara brocardait dans un entretien de 2008 : « Les arguments des thèses antagonistes peuvent tous être contestés, mais ils ont le mérite d'exister, tandis qu'aucun fait archéologique et aucune source écrite n'étaye l'hypothèse d'une disparition pure et simple des langues romanes orientales pendant mille ans… ».
En effet, si l'on tient compte du superstrat slave dans le diasystème roman de l'Est et en albanais, et du substrat partiellement ou entièrement romanisé dans les langues slaves des Balkans et en albanais, on parvient à la conclusion qu'il n'y a pas de « droite ligne », mais des influences croisées multiples pour toutes les langues des Balkans, qui ont d'ailleurs mené à la constitution d'une « Union linguistique balkanique » caractérisée, au-delà des origines différentes de ces langues, par une même typologie prédominante, avec des traits morphologiques, syntaxiques et lexicaux communs.
Selon ces chercheurs, dans les Balkans et au nord du Danube :
- les lieux ayant conservé leur appellation antique ont évolué selon des lois phonétiques propres aux langues slaves, ce qui conclut à une occupation slave des piémonts et des plaines dans tout cet espace, les Slaves se mélangeant aux ancêtres des Albanais et aux Thraco-Romains, et intercalant leurs « sklavinies » entre les « valachies » de ces derniers ;
- l'albanais et le diasystème roman de l'Est ont emprunté une bonne partie de leur vocabulaire maritime et halieutique ancien au grec, ce qui indique que les locuteurs de ces langues vivaient à l'intérieur des terres, les régions côtières des Balkans et de la mer Noire restant à majorité grecque ;
- les mots communs entre l'albanais et du diasystème roman de l'Est ne proviennent ni du daco-thrace, ni de l'illyrien, langues dont on ne connaît presque rien car elles ont disparu en se romanisant, mais du thraco-roman et de l'illyro-roman qui se sont substituées aux langues antérieures à la manière du gallo-roman remplaçant le celtique en Gaule. Cela montre une implantation albanaise ancienne plus orientale qu'aujourd'hui, et une implantation des langues romanes orientales plus vaste qu'aujourd'hui, le contact entre ces deux ensembles se situant dans le Kosovo et la Serbie actuelle.

Si l'on prend ces faits en compte, l'origine du diasystème roman de l'Est est à rechercher :
- sur le plan paléolinguistique, à la croisée des influences latines orientales ayant romanisé les populations thraco-illyriennes des Balkans, et des influences vieux-slaves, au contact du proto-albanais ;
- sur le plan géographique, dans le bassin du bas-Danube, au contact à la fois des ancêtres des Albanais et des Slaves, dans une aire géographique à cheval sur les actuelles Serbie, Roumanie et Bulgarie, forcément au nord de la ligne Jireček et au sud des anciennes frontières de l'Empire romain. L'étendue exacte de cette aire géographique ne pouvant être déterminée, et la probabilité qu'elle ait largement fluctué au cours du temps étant évidente, les historiens la représentent (quand ils ne l'ignorent pas) de manière très différente : les historiens des pays voisins de la Roumanie, mais aussi les historiens occidentaux et russes (Hans-Erich Stier, Westermann grosser Atlas zur Weltgeschichte[26]) la réduisent à de tout petits territoires, soit en Serbie méridionale, soit au centre de la Valachie, soit dans le sud de la Transylvanie ; les historiens roumains lui donnent davantage d'étendue (mais surtout dans l'actuelle Roumanie), tandis que ceux d'origine aroumaine comme Neagu Djuvara dans Comment est né le peuple roumain[27] la placent, sans en préciser les contours, à cheval sur le Danube, en Dacie méridionale, en Mésie, en Scythie mineure et dans les diocèses romains de Dacie et de Thrace. C'est ultérieurement, à partir du Xe siècle) que le proto-roumain a commencé à se différencier, les variantes du nord subissant une influence hongroise et germanique médiévale, tandis que les variantes du sud subissaient une influence grecque médiévale.

## Traits communs des idiomes du diasystème roman de l'Est
Les ressemblances entre les idiomes du diasystème roman de l'Est consistent tout d'abord dans la profondeur des modifications phonétiques qui s'y sont opérées par rapport au latin, puis dans leur structure grammaticale, enfin dans leur lexique fondamental.
Il y a non seulement des traits communs hérités du latin, mais aussi des innovations communes, datant de la période du proto-roumain et même ultérieures, parallèles, par exemple la désinence -m de la première personne du singulier de l'imparfait, ou la palatalisation des labiales.
Il y a davantage de ressemblances entre les trois idiomes sud-danubiens qu'entre ceux-ci et le daco-roumain. Parmi les variétés régionales de ce dernier, ceux de l'Ouest (du Banat, d'Olténie) ressemblent davantage aux idiomes sud-danubiens que les autres.

### Phonétique et prosodie

#### Évolution des voyelles
Les voyelles latines ont évolué d'une façon en général semblable dans le diasystème. L'ordre des langues dans les exemples est : latin | roumain | aroumain | mégléno-roumain | istro-roumain | français.
- [u] et [uː][29] > [u] :

| LŬPUS > | lup  | lup, lúpŭ | lup  | lup         | loup   |
| GŪLA >  | gură | gurã      | gură | gurę, ɣura, | bouche |

- confusion entre [i] et [eː] > [e] :

| LIGŌ > | leg  | leg  | leg  | leg  | je lie |
| TRĒS > | trei | trei | trei̯ | trei̯ | trois  |

- diphtongaison de [e] tonique > [je] :

| FĔRRUM > | fier | her, hĭerŭ | i̯er | fl'er | fer |

- diphtongaison de [i] tonique (> ea), son évolution à [ε] en istro-roumain :

| LIGAT > | leagă | leagã | leagă | lęgę | il/elle lie |

- diphtongaison de [o] tonique (> oa), à l'exception de l'istro-roumain, où il est resté [o] :

| NOCTEM > | noapte | noapti, noapte | noapti | nuit |

- fermeture des voyelles suivies de [n] intervocalique :

| [a] > [ə], [ɨ] ou [ɔ] | LĀNA >  | lână | lãnã        | lǫnă      | lârę, lâra | laine         |
| [e] > [i]             | VENIT > | vine | yini, vinji | vini      | vire       | il/elle vient |
| [o] > [u]             | BONUS > | bun  | bun         | bun, búnŭ | bur        | bon           |

- fermeture des voyelles prétoniques[34] :

| [a] > [ə] | CADĒRE >   | cădere   | cãdeari, cãdeare | cădeari  |                    | chute    |
| [o] > [u] | DOMINICA > | duminică | duminicã         | duminică | dumirekę, dumireca | dimanche |

- fermeture des voyelles atones finales :

| [a] > [ə], en istro-roumain [ε] | CASA >  | casă | casã | casă | cåsę | maison                    |
| [o] > [u]                       | AFFLŌ > | aflu | aflu | aflu | åflu | j'apprends (une nouvelle) |

- [i] atone final > [j][37] en roumain, [j] en aroumain, disparu dans les deux autres :

| LUPĪ > | lupi [lupʲ] | lúchĭ | lup | lup | loups |

- chute de [u] atone final, sauf dans certaines variétés régionales aroumaines, où il est devenu ŭ (semi-voyelle) :

| LUPUS > | lup | lup | lup, lúpŭ | lup | loup |

#### Évolution des consonnes
Les consonnes et groupes de consonnes latins on subi les évolutions suivantes :
- conservation des consonnes occlusives orales sourdes intervocaliques:

| [k] | FOCUS >  | foc | foc, fócŭ | foc | foc | feu  |
| [p] | *CAPUM > | cap | cap, cápŭ | cap | cåp | tête |
| [t] | TOTUS >  | tot | tot, tótŭ | tot | tot | tout |

- conservation de [s] intervocalique :

| CASA > | casă | casã | casă | cåsę, cåsa | maison |

- chute de [b] et de [v] intervocaliques :

| CABALLUS > | cal  | cal, cálŭ | cał  | cå  | cheval |
| OVIS >     | oaie | oai, oae  | u̯ai̯e | oi̭e | mouton |

- exception commune :

| HABĒRE > | avea | avere | aveari, aveare | (a)vę | avoir |

- rhotacisme de [l] intervocalique:

| MOLA > | moară | moarã | moară | morę | moulin |

- évolution de [ll] intervocalique:

| [ll] > [w], en istro-roumain [v] | STĒLLA > | stea(uă) | steauã     | steau̯ă | stę(vu) | étoile |
| [ll] > [l]                       | CALLIS > | cale     | cali, cale | cali   | cåle    | voie   |

- palatalisation et affrication des occlusives vélaires et dentales devant [e] ou [i] :

| [k] > [t͡ʃ] ou [t͡s]              | CAELUM >         | cer      | tser            | tser     | čer, țer             | ciel        |
| [t] > [t͡ʃ]                      | *FETIOLUS >      | fecior   | ficior, ficĭórŭ | fitšor   | fečor, fețor         | jeune homme |
| [t] + [ia] ou [iu] atone > [t͡s] | TITIA >          | țâță     | tsãtsã          | tsǫtsă   | tița                 | mamelle     |
| [g] > [d͡ʒ], [d͡z], [ʒ] ou [z]    | GENUC(U)LUM >    | genunchi | dzinuclju       | zinucl'u | žeruŋclʼu, zeruŋcl'u | genou       |
| [d] > [ʒ], [gj] ou [z]          | DEOSUM ou DIOSUM | jos      | nghios, nghĭósŭ | jos      | žos, zos             | en bas      |

- évolution de [kʷ] et [gʷ] + [e] ou [i] pareille à celle de [k] et [g] :

| [kʷ] + [e] ou [i] > [t͡ʃ] ou [t͡s]            | CINQUE >  | cinci | tsintsi        | tsints | činč, ținț   | cinq |
| [gʷ] + [e] ou [i] > [d͡ʒ], [ d͡z], [ʒ] ou [z] | SANGUEM > | sânge | sãndzi, sãndze | sǫnzi  | sânže, sânze | sang |

- [kʷ] + [a] > [p] :

| AQUA >     | apă   | apã   | apu, apă | åpę, åpa | eau    |
| QUATTUOR > | patru | patru | patru    | patru    | quatre |

- [gʷ] + [a] > [b] :

| LINGUA > | limbă | limbã | limbă | limbę, limba | langue |

- conservation des groupes [bl], [pl] et [fl] :

| *BLASTEMŌ > | blestem | blastim          | blastim          |       | je maudis  |
| PLĒNUS >    | plin    | mplin            | ạmplin           | plir  | plein      |
| INFLĀRE >   | umflare | umflari, umflare | anflari, amflari | âmflå | gonflement |

- palatalisation de [l] (> [ʎ]) dans les groupes [kl] et [gl], sa chute en roumain :

| CLĀMŌ >   | chem | acljem, acljĭémŭ | cl'em | cl'em | j'appelle |
| *GLEMUS > | ghem | gljem, glĭémŭ    | gl'em | gl'ęm | pelote    |

- [gn] > [mn] :

| LIGNUM > | lemn | lemnu | lemn | lemân | bois (le matériau) |

- [ks] > [ps] :

| COXA > | coapsă | coapsã | cuisse |

- [kt] > [pt] :

| LACTEM > | lapte | lapti, lapte | lapti | låpte | lait |

- métathèse de [j] précédé d'une consonne labiale (dans certains parlers, [j] > [ʎ]) :

| *CUBIUM > | cuib | cuibu | cui̯b | cul'ib, cui̯ib, col'ub | nid |

#### Accentuation
L'accent peut frapper n'importe laquelle des cinq dernières syllabes, ayant une valeur fonctionnelle, c'est-à-dire que la place de l'accent différencie les sens lexicaux ou grammaticaux ce certains mots, par exemple [a't͡ʃele] « ces ... là » (féminin) vs ['at͡ʃele] « les aiguilles », cântă ['kɨntə] « il/elle chante » vs [kɨn'tə] « il/elle chanta ».

### Grammaire
Le système grammatical des idiomes romans de l'Est présente lui aussi des traits communs.

### Morphologie
Les ressemblances dans le système morphologique sont les suivants :
- Le genre neutre est conservé, mais réorganisé, devenu au singulier identique au masculin, et au pluriel identique au féminin, ce qui ressort de la forme des déterminants accordés avec les noms de ce genre : un animal, două animale « un animal, deux animaux ».
- Malgré de nombreuses exceptions, dans la formation du pluriel des noms et des adjectifs, les désinences typiques au nominatif sont -e et -le au féminin, -i au masculin, -uri au neutre : case « maisons », stele « étoiles », lupi « loups », locuri « lieux ».
- La désinence -e de génitif-datif au féminin singulier et la désinence -e de vocatif au masculin singulier se sont conservées : unei fete « d'une fille / à une fille », Hei, băiete ! « Hé ! Le garçon ! »
- La flexion comporte de nombreuses alternances phonétiques (vocaliques et consonantiques)[45] : o fată – unei fete « une fille – d'une fille / à une fille », băiat – băieți « garçon – garçons ».
- L'article défini est postposé et la déclinaison concerne plutôt les articles défini et indéfini que le nom : lupul – lupului « le loup – du loup / au loup », un lup – unui lup « un loup – d'un loup / à un loup ».
- Il existe des articles démonstratifs (cel, cea, cei, cele) et des articles possessifs (al, a, ai, ale) : Alexandru cel Mare « Alexandre le Grand », Casa noastră este mică, dar a părinților mei este mare.  « Notre maison est petite, mais celle de mes parents est grande. »
- Le comparatif se forme avec l'adverbe mai : mai mare « plus grand(e) ».
- Les numéraux cardinaux de 11 à 19 ont la structure du chiffre + la préposition spre « vers » + zece « dix » : doisprezece « douze ».
- Les numéraux ordinaux ont les structures :
  - au masculin et au neutre : article possessif + numéral cardinal + l'article défini -le + la particule -a : al doilea « le deuxième » ;
  - au féminin : article possessif + numéral cardinal + l'article défini -a confondu avec la particule -a : a doua « la deuxième ».
- Dans la déclinaison des pronoms personnels se sont conservées les formes toniques d'accusatif évoluées de *MENE et *TENE : mine « moi », tine « toi ».
- Le féminin-neutre pluriel des adjectifs-pronoms possessifs se forme avec la désinence -le : mele « mes/miennes », tale « tes/tiennes », sale « ses/siennes ».
- Les quatre groupes de conjugaison du latin se sont conservées : a cânta « chanter », a părea « paraître », a bate « battre », a dormi « dormir ».
- Le morphème principal du subjonctif est la conjonction să : Vreau să mă asculți. « Je veux que tu m'écoutes. »
- Il y a des verbes appelés « à suffixe » à l'indicatif présent et au subjonctif présent, 1re et 4e conjugaisons : lucrez « je travaille » (1re conj.), mă căsătoresc « je me marie » (4e conj.) ;
- Le passé composé se forme avec le verbe auxiliaire a avea « avoir » pour tous les verbes : am mâncat « j'ai mangé », am venit « je suis venu(e) ».
- Le futur a pour auxiliaire a voi « vouloir » : voi cânta « je chanterai »[46].
- Le conditionnel présent se forme avec l'auxiliaire a avea : aș cânta « je chanterais »[46]
- Il y a des verbes pronominaux à valeur passive : Se face ușor « Ça se fait facilement ».
- Les formes am « j'ai » (1re personne du singulier) et are « il/elle a » (3e personne du singulier) du verbe a avea sont communes.

#### Syntaxe
Les structures syntaxiques des idiomes romans de l'Est ont elles aussi des traits communs, certains à tous, d'autres non pas à tous. Leur spécificités principales sont :
- la restriction de l'emploi de l'infinitif et son remplacement par le subjonctif dans les propositions subordonnées ayant le même sujet que la proposition principale (Vreau să plec « Je veux partir », Am venit ca să rămân « Je suis venu(e) pour rester »), à l'exception de l'istro-roumain : Vreț âl ântrebå? « Vous voulez lui demander ? », Męre lucrå « Il/Elle va travailler »[47] ;
- la possibilité de ne pas exprimer le sujet par un pronom personnel, mais de l'inclure, de l'exprimer par la désinence du verbe : Vorbește « Il/Elle parle » ;
- l'expression du même complément d'objet personne par un nom et par le pronom personnel complément d'objet conjoint qui lui correspond (O iubește pe Maria « Il/Elle aime Marie », Îi arată directorului dosarul « Il/Elle montre le dossier au directeur »), sauf en istro-roumain, où faute de contexte adéquat il y a risque de confusion : Bovu ântręba åsiru « Le bœuf demande à l'âne » ou « L'âne demande au bœuf [48] ;
- l'ordre des mots relativement libre, en istro-roumain très libre ;
- la concordance des temps relativement libre.

### Lexique
Le lexique des idiomes romans de l'Est est plus différent de l'un à l'autre que leurs structures grammaticales, à cause de leurs sources d'emprunts, qui ne sont pas les mêmes pour tous. Traits communs : 
- mots latins conservés seulement dans les idiomes romans de l'Est A(D)STERNO > aștern « j'étends, j'étale », LINGULA > lingură « cuillère » ;
- mots latins dont le sens d'origine ne s'est conservé que dans ces idiomes : ANIMA > inimă « cœur », TENER > tânăr « jeune » ;
- mots latins qui ne se sont pas transmis dans ces idiomes et ont été remplacés par d'autres mots latins ou non latins :
  - GRANDIS remplacé par MARE (latin) > mare « grand » ;
  - PLORO remplacé par PLANGO (latin) > plâng « je pleure » ;
  - CENTUM remplacé par sută (slave) « cent » ;
- mots communs supposés provenir du substrat thrace-dace, existant en albanais aussi : cătun « petit village », copac « arbre », moș « vieillard », sâmbure « noyau », țap « bouc » ;
- mots et affixes lexicaux communs d'origine slave :
  - babă « vieille femme », coasă « faux », nevastă « épouse », a plăti « payer », slab « maigre, faible » ;
  - le préfixe négatif ne- : nefericit « malheureux » ;
  - le suffixe diminutif féminin -iță : fetiță « fillette », școlăriță « petite écolière ».

## Différences
L'intelligibilité mutuelle entre les idiomes du diasystème roman de l'Est n'est que partielle, à cause de l'isolement prolongé entre eux. Au sud du Danube, seuls l'aroumain et le mégléno-roumain sont relativement proches l'un de l'autre. Par conséquent, les idiomes du diasystème roman de l'Est ont subi des influences étrangères différentes, surtout en ce qui concerne le lexique : grecque et albanaise sur l'aroumain, macédonienne sur le mégléno-roumain, croate sur l'istro-roumain, hongroise et celle des autres langues romanes (latin savant, français, italien) sur le daco-roumain.
En détail sur les différences, voir les articles Roumain, Aroumain, Mégléno-roumain et Istro-roumain.